# Britische Tourenwagen-Meisterschaft 1995
Die 38. Saison der Britischen Tourenwagen-Meisterschaft begann in Donington Park und endete in Silverstone.

## Ergebnisse
| Runde | Strecke        | Sieger         | Fahrzeug          |
| ----- | -------------- | -------------- | ----------------- |
| 1     | Donington Park | John Cleland   | Vauxhall Cavalier |
| 2     | Donington Park | Alain Menu     | Renault Laguna    |
| 3     | Brands Hatch   | Tim Harvey     | Volvo 850         |
| 4     | Brands Hatch   | Tim Harvey     | Volvo 850         |
| 5     | Thruxton       | Alain Menu     | Renault Laguna    |
| 6     | Thruxton       | James Thomson  | Vauxhall Cavalier |
| 7     | Silverstone    | Rickard Rydell | Volvo 850         |
| 8     | Silverstone    | Paul Radisich  | Ford Mondeo       |
| 9     | Oulton Park    | Rickard Rydell | Volvo 850         |
| 10    | Oulton Park    | Alain Menu     | Renault Laguna    |
| 11    | Brands Hatch   | Alain Menu     | Renault Laguna    |
| 12    | Brands Hatch   | John Cleland   | Vauxhall Cavalier |
| 13    | Donington Park | John Cleland   | Vauxhall Cavalier |
| 14    | Donington Park | John Cleland   | Vauxhall Cavalier |
| 15    | Silverstone    | John Cleland   | Vauxhall Cavalier |
| 16    | Knockhill      | Rickard Rydell | Volvo 850         |
| 17    | Knockhill      | Alain Menu     | Renault Laguna    |
| 18    | Brands Hatch   | Will Hoy       | Renault Laguna    |
| 19    | Brands Hatch   | John Cleland   | Vauxhall Cavalier |
| 20    | Snetterton     | Kelvin Burt    | Ford Mondeo       |
| 21    | Snetterton     | Will Hoy       | Renault Laguna    |
| 22    | Oulton Park    | Alain Menu     | Renault Laguna    |
| 23    | Oulton Park    | Alain Menu     | Renault Laguna    |
| 24    | Silverstone    | Alain Menu     | Renault Laguna    |
| 25    | Silverstone    | Will Hoy       | Renault Laguna    |

## Punktestand

### Fahrer
| Pos. | Fahrer         | Fahrzeug          | Punkte | Siege |
| ---- | -------------- | ----------------- | ------ | ----- |
| 1    | John Cleland   | Vauxhall Cavalier | 348    | 6     |
| 2    | Alain Menu     | Renault Laguna    | 305    | 7     |
| 3    | Rickard Rydell | Volvo 850         | 255    | 4     |
| 4    | Will Hoy       | Renault Laguna    | 195    | 3     |
| 5    | Tim Harvey     | Volvo 850         | 176    | 2     |
| 6    | Paul Radisich  | Ford Mondeo       | 130    | 1     |
| 7    | James Thomson  | Vauxhall Cavalier | 124    | 1     |
| 8    | Kelvin Burt    | Ford Mondeo       | 117    | 1     |
| 9    | Julian Bailey  | Toyota Carina     | 94     | 0     |
| 10   | Patrick Watts  | Peugeot 405       | 61     | 0     |
| 11   | David Leslie   | Honda Accord      | 61     | 0     |